# ليزلي غريفز
ليزلي غريفز (بالإنجليزية: Leslie Graves)‏ هي ممثلة أمريكية، ولدت في 29 سبتمبر 1959 في سيلفر سيتي في الولايات المتحدة، وتوفيت في 23 أغسطس 1995 في لوس أنجلوس في الولايات المتحدة.

## وصلات خارجية
- ليزلي غريفز على موقع IMDb (الإنجليزية)
- ليزلي غريفز على موقع قاعدة بيانات الفيلم (الإنجليزية)
- ليزلي غريفز على موقع كينوبويسك (الروسية)